# بث (نیوهمپشایر)
بث (به انگلیسی: Bath) یک منطقهٔ مسکونی در ایالات متحده آمریکا است که در شهرستان گرافتن، نیوهمپشایر واقع شده‌است.
 بث ۱۰۰٫۰ کیلومتر مربع مساحت و ۱٬۰۷۷ نفر جمعیت دارد و ۱۶۲ متر بالاتر از سطح دریا واقع شده‌است.